# ASIS International
ASIS International ist ein international agierender Berufsverband der Sicherheitsbranche und zählt mit über 38.000 Mitgliedern als eine der weltweit größten Vereinigungen im Sicherheitsbereich.
Der Verband mit Hauptsitz in Alexandria im US-amerikanischen Bundesstaat Virginia und wurde 1955 als American Society for Industrial Security (ASIS) gegründet. Im Jahr 2002 wurde die Bezeichnung in die heutige geändert, um die internationale Präsenz hervorzuheben. Derzeitige Präsidentin ist Christina Duffey.
Weltweit gibt es 242 nationale Ableger, sogenannte Chapter.

## Ziel des Verbands
Ihr Ziel sieht ASIS in der Steigerung der Effektivität und Produktivität von Sicherheitsmaßnahmen. Ferner hat es sich ASIS zum Ziel gesetzt, die Bedeutung des Sicherheitsmanagements für Unternehmen, Medien, Regierungsorgane und die Öffentlichkeit zu betonen. Hierzu konzentriert sich der Verein auf die Entwicklung von Bildungsprogrammen und Informationsmaterialien. So bietet der Verband neben der englischsprachigen Zeitschrift Security Management zudem zahlreiche Zertifikate, Standards und Richtlinien zu unterschiedlichen Sicherheitsthemen an.

## Zertifizierungen
ASIS International bietet vier international akkreditierte Zertifizierungsprogramme an:
- Certified Protection Professional (CPP)
- Professional Certified Investigator (PCI)
- Physical Security Professional (PSP)
- Associate Protection Professional (APP)

## ASIS Germany
In Deutschland wird der Verband durch das Chapter 251 vertreten, das derzeit über 130 Mitglieder umfasst. Damit bildet das Chapter 251 neben Österreich (Chapter 107) und der Schweiz (Chapter 160) eines von drei nationalen Chaptern im deutschsprachigen Raum. Im Jahr 2016 wurde zudem der Verein ASIS Germany e.V. mit Sitz in Rommerskirchen-Oekoven gegründet.